# Louvores em Reparação da Blasfêmia
Os Louvores em Reparação das Blasfêmias ou Laudes Divinæ são uma oração católica e, em algumas dioceses, é recitado em seguida à liturgia da Bênção do Santíssimo Sacramento. Esta oração é também recitada por católicos piedosos após virem ou ouvirem alguma blasfêmia ou profanação.

## História
Os louvores foram originalmente escritos em italiano por Luigi Felici, S.J. em 1797, com o propósito expresso de reparar as blasfêmias e profanações que eram cometidas em sua época. Os louvores foram expandidos logo em seguida, em 1801, e finalmente tornaram-se uma recitação, seguinte à Bênção, em que o sacerdote entoa cada verso, que é então repetido pela congregação. 

## Texto da oração
| Latim                                                |
| ---------------------------------------------------- |
| Benedictus Deus.                                     |
| Benedictum Nomen Sanctum eius.                       |
| Benedictus Iesus Christus, verus Deus et verus homo. |
| Benedictum Nomen Iesu.                               |
| Benedictum Cor eius sacratissimum.                   |
| Benedictus Sanguis eius pretiosissimus.              |
| Benedictus Iesus in sanctissimo altaris Sacramento.  |
| Benedictus Sanctus Spiritus, Paraclitus.             |
| Benedicta excelsa Mater Christi, Maria sanctissima.  |
| Benedicta sancta eius et immaculata Conceptio.       |
| Benedicta eius gloriosa Assumptio.                   |
| Benedictum nomen Mariae, Virginis et Matris.         |
| Benedictus sanctus Ioseph, eius castissimus Sponsus. |
| Benedictus Deus in Angelis suis, et in Sanctis suis. |
| Amen.                                                |